# سودة بنت زمعة
سودة بنت زمعة بن قيس العامرية القرشية، هي ثاني زوجات الرسول محمد، ومن أمهات المؤمنين، ومن السابقين الأولين في الإسلام، ولدت في مكة في عائلة قرشية، كانت زوجة للسكران بن عمرو، وأنجبت منه ابنها عبد الله، وهاجرت معه ومع أخيها مالك بن زمعة في الهجرة الثانية إلى بلاد الحبشة، رجع السكران وزوجته إلى مكّة فمات بها قبل الهجرة إلى المدينة.
بعد موت زوجة النبي محمد الأولى خديجة بنت خويلد؛ عرضت خولة بنت حكيم على النبي أن يتزوج سودة، فكانت أوّل امرأةٍ تزوّجها بعد موت خديجة، وكان زواجها في شهر رمضان في العام العاشر من البعثة النبوية، وزوجه إياها أخو السكران حاطب بن عمرو، ثم هاجرت إلى يثرب التي سُميت فيما بعد بالمدينة المنورة مع زيد بن حارثة وأبي رافع الأنصاري بأمر من النبي، وبعدها تزوج النبي محمد بعائشة بنت أبي بكر، وكانت قد كبرت في السن فوهبت ليلتها لعائشة، شهدت غزوة خيبر وحجة الوداع، وحجت ولم تحج بعد وفاة النبي ولزمت بيتها حتى ماتت، توفيت سنة 54 هـ في زمن معاوية، وقيل بل توفيت في آخر خلافة عمر بالمدينة، وذُكر أنها أول أمهات المؤمنين وفاةً بعد وفاة النبي محمد، والأرجح الأول.
عُرفت بكرمها، فأرسل إليها عمر بن الخطاب بِغرَارة من دَراهم ففرقتها على الفقراء كلها، قالت عنها عائشة: «ما من الناس أحد أحبّ إليّ أن أكون في مِسْلَاخه من سَوْدة؛ إن بها إلا حدّة فيها كانت تسرع منها الفيئة.»، روت سودة خمسة أحاديث؛ منها في الصحيحين حديث واحد عن البخاري، وروى عنها عبد الله بن عباس، ويحيى بن عبد الله الأنصاري.

## نسبها

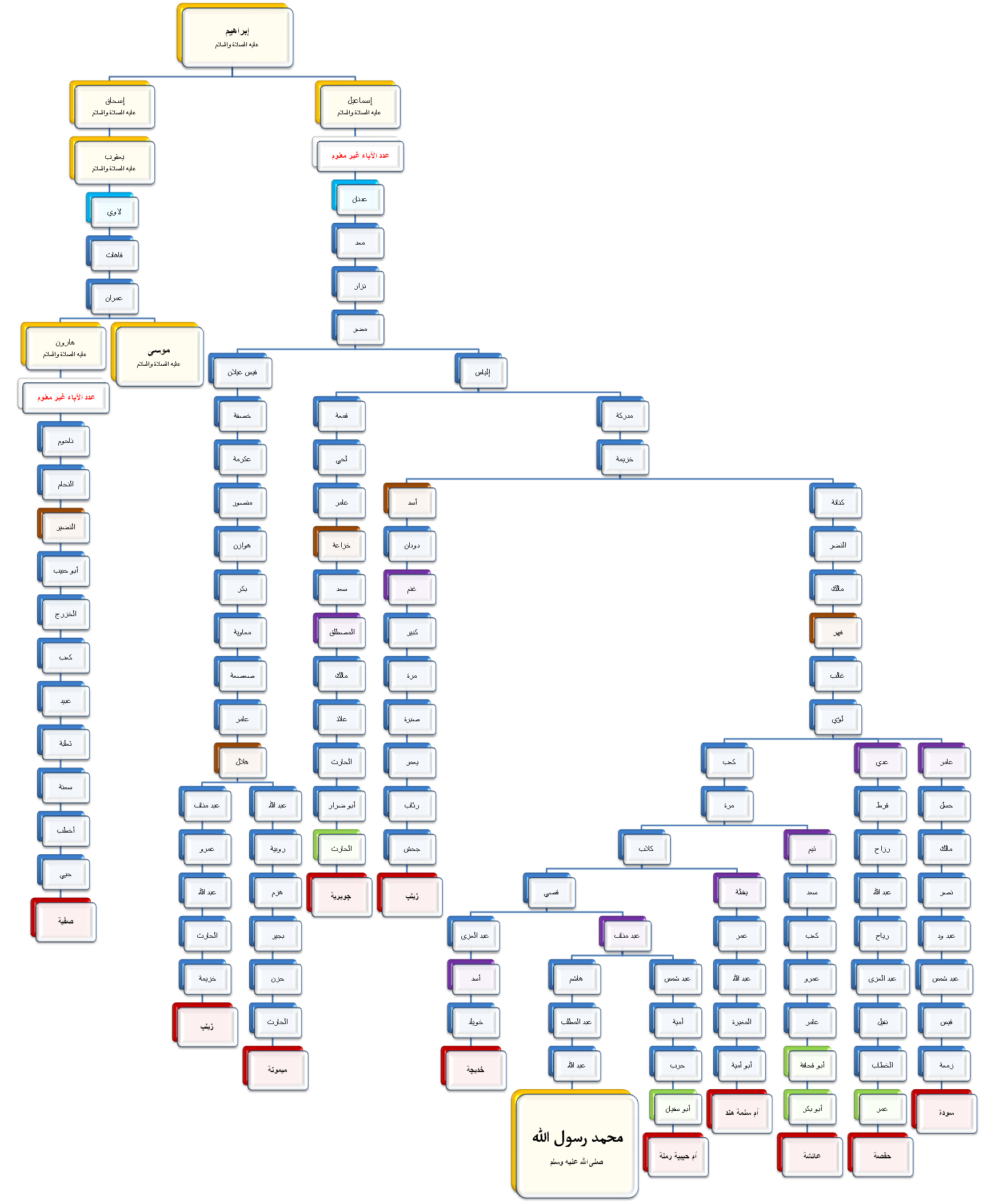
شجرة نسب سودة والتقاءه بنسب محمد وبأنساب باقي أمهات المؤمنين.

- هي: سَوْدَةُ بنت زَمَعَةَ بن قيس بن عبد شمس بن عبد وُدّ بن نصر بن مالك بن حِسْل - ويُقال حُسيل - بن عامر بن لُؤيّ،[8] بن غالب بن فهر بن مالك بن النضر بن كنانة بن خزيمة بن مدركة بن إلياس بن مضر بن نزار بن معد بن عدنان.[9] واسم سودة معناه السفح المرتفع الغالب عليه السواد،[10] والزمعة هي النُّتْفَةُ من النَّباتِ أو المنخفضَ من الأرض،[11] أو الشعرات المُدلاة في مؤخر رِجْل الشاة والظبي والأرنب.[12]
- أمها: الشمّوس بنت قيس بن عمرو بْن زيد بْن عَمْرو بْن لبيد بْن خراش بن عامر بن غنم بن عدي بن النجار،[8] بن ثعلبة بن عمرو بن الخزرج بن حارثة بن ثعلبة بن عمرو مزيقياء بن عامر ماء السماء بن حارثة الغطريف بن امرئ القيس بن ثعلبة بن مازن بن الأزد بن الغوث بن نبت بن مالك بن زيد بن كهلان بن سبأ بن يشجب،[13] بن يعرب بن قحطان.[14]
- أخوتها:
  - مالك بن زمعة، من السابقين الأولين، هاجر إلى أرض الحبشة في الهجرة الثانية، ومعه امرأتُه عُميرة بنت السّعْديّ، وبقي فيها حتى عاد إلى المدينة مع جعفر بن أبي طالب سنة 6 هـ،[15] وتوفّي مالك بن زمعة وليس له عَقِبٌ.[2]
  - عبد بن زمعة، كان لم يُسلم بعد حينما تزوج النبي محمد أخته، فجعل يحثُو على رأسِه الترابَ ندمًا على زواج أخته، ولما أسلم قال: «إني لسفيهٌ يومَ أحثو على رأسِي الترابَ أن تزوجَ النبيُّ صلَّى اللهُ عليه وسلَّم سودةَ».[16][17]

## إسلامها

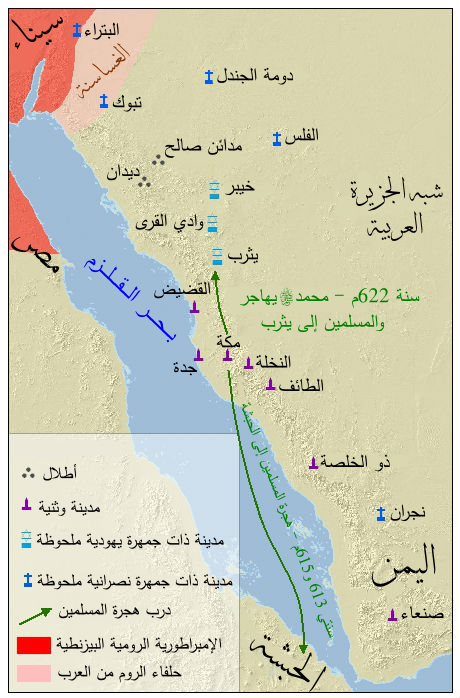
خريطة توضح مسار الهجرات إلى المدينة وإلى الحبشة

تزوجت سودة ابن عمها السكران بن عمرو من بني عامر بن لؤيّ أخا سهيل بن عمرو، وولدت له عبد الله. وذُكر أنه كان لها خمسة صبية أو ستة، أسلم السكران في بداية ظهور الإسلام، وأسلمت سودة معه، وبايعت النبي محمد، لما اشتد الأذى على الزبير والمسلمين بمكة؛ أذن النبي لأصحابه بالخروج والهجرة إلى الحبشة فقال: «لو خرجتم إلى أرض الحبشة؟ فإن بها ملكا لا يظلم عنده أحد، وهي - أرض صدق - حتى يجعل الله لكم فرجا مما أنتم فيه»، فهاجر السكران وسودة في الهجرة الثانية إلى الحبشة، وكان عدد المهاجرين ثلاثة وثمانين رجلًا وتسع عشرة امرأة. ومات السكران بأرض الحبشة، بينما قال ابن إسحاق ومحمد بن عمر: «رجع السكران إلى مكّة فمات بها قبل الهجرة إلى المدينة».

ورُوى عن ابن عبّاس قال:
| سودة بنت زمعة | كانت سودة بنت زمعة عند السَّكْرَان بن عَمْرو أخي سهيل بن عمرو فرأت في المنام كأنّ النبيّ ﷺ أقبل يمشي حتى وطئ على عُنقها، فأخبرت زوجها بذلك فقال: «وأبيك لئن صَدَقَت رؤياك لأموتنّ وليتزَوّجنّك رسول الله ﷺ»، فقالت: حجرًا وسترًا. وقال هشام: الحجر تنفي عن نفسها ذاك. ثمّ رأت في المنام ليلةً أُخرى أنّ قَمَرًا انقضّ عليها من السماء وهي مُضطجعة، فأخبرت زوجها فقال: «وأبيك لئن صَدَقت رؤياك لم ألبث إلا يسيرًا حتى أموت وتزوّجين من بعدي». فاشتكى السكران من يومه ذلك فلم يلبث إلا قليلًا حتى مات. | سودة بنت زمعة |

## زواجها من النبي محمد
بعد وفاة خديجة بنت خويلد، جاءت خولة بنت حكيم - زوجة عثمان بن مظعون ورفيقة سودة في الهجرة إلى الحبشة - إلى النبي محمد تسأله أن يتزوج، وقالت له: «يَا رَسُولَ اللَّهِ، إِنِّي أَرَاكَ قَدْ دَخَلَتْكَ خَلَّةٌ لِفَقْدِ خَدِيجَةَ»، قال: «أَجَلْ أُمُّ الْعِيَالِ، وَرَبَّةُ الْبَيْتِ»، فقالت: «أَلا أَخْطُبُ عَلَيْكَ؟»، قال: «بَلَى أَمَا إِنَّكُنَّ مَعْشَرَ النِّسَاءِ أَرْفَقُ بِذَلِكَ.»، فسألها: «وَمَن؟»، قالت: «إِنْ شِئْتَ بِكْرًا، وَإِنْ شِئْتَ ثَيِّبًا»، فقال: «وَمَنِ البِكْرُ وَمَنِ الثَّيِّب؟» فذكرت له البكر عائشة بنت أبي بكر والثيب سودة بنت زمعة، فقال: «فَاذْكُرِيْهِمَا عَلَيّ.». فلمَّا انتهت عدة سودة خطبتها خولة على النبي، فقالت: «أمري إليك يا رسول الله.»، فقال النبي: «مري رجلا من قومك يزوجك»، فأمَّرت حاطب بن عمرو أخا السكران، فتزوجها فكانت أول امرأة تزوجها النبي بعد خديجة. وكان زواجها في رمضان سنة عشرة من البعثة النبوية، وبنى بسودة بمكّة، ثم بَنَى بعائشة بعد ذلك حين قدم المدينة.
وحين حانت الهجرة إلى المدينة المنورة أمر النبي محمد زيد بن حارثة وأبا رافع الأنصاري أن يأخذا أهل بيته ليهاجروا إلى المدينة، فأخذا سودة ومعها فاطمة الزهراء وأم كلثوم بنت محمد وأم أيمن وأسامة بن زيد، وكان سودة كبيرة السن، فخافت أن يفارقها النبي، فقالت: «يا رسول الله يومي الذي يصيبني لعائشة وأنت منه في حلّ.» فقبله النبيّ، وفي ذلك نزلت: ﴿وَإِنِ امْرَأَةٌ خَافَتْ مِن بَعْلِهَا نُشُوزًا أَوْ إِعْرَاضًا فَلَا جُنَاحَ عَلَيْهِمَا أَن يُصْلِحَا بَيْنَهُمَا صُلْحًا﴾ سورة النساء الآية: 128، وقيل أن النبي محمد طلقها، فقعدت له على طريقه فقالت: «والذي بعثك بالحق ما لي في الرجال حاجة، ولكن أحب أن أبعث مع نسائك يوم القيامة، فأنشدك بالذي أنزل عليك الكتاب هل طلقتني لموجدة وجدتها عليّ؟ قال: لا، قالت: فأنشدك لما راجعتني، فراجعها. قالت: فإني قد جعلت يومي وليلتي لعائشة حبة رسول الله ﷺ، فكان النبي ﷺ يقسم لعائشة بيومها ويوم سودة».
وكانت سودة ممن نزل فيها آيات الحجاب، فخرجت ذات مرة ليلًا لقضاء حوائجها وكانت امرأة طويلة جسيمة تفرُعُ النساء جسمًا لا تخفى على من يعرفها، فرآها عمر بن الخطاب فعرفها فقال: عرَفناكِ يا سَودَةُ، حِرصًا على أن يَنزِلَ الحجابُ، فنزلت الآيات: ﴿يَا أَيُّهَا النَّبِيُّ قُلْ لِأَزْوَاجِكَ وَبَنَاتِكَ وَنِسَاءِ الْمُؤْمِنِينَ يُدْنِينَ عَلَيْهِنَّ مِنْ جَلَابِيبِهِنَّ ذَلِكَ أَدْنَى أَنْ يُعْرَفْنَ فَلَا يُؤْذَيْنَ وَكَانَ اللَّهُ غَفُورًا رَحِيمًا ۝٥٩﴾ سورة الأحزاب، الآية:59.
شهدت سودة غزوة خيبر مع النبي وأطعمها النبي من الغنائم ثمانين وَسْقًا تمرًا وعشرين وَسْقًا شعيًرا، ويقال قمح. وشهدت معه حجة الوداع، واستأذنته أن تصلي الصبح بمنى ليلة المزدلفة فأذن لها، فعن عائشة: «استأذنت سودة رسول اللَّه ﷺ ليلة المزدلفة أن تدفع قبل حطمة الناس، وكانت امرأة ثبطة، يعني ثقيلة، فأذن لها، ولأن أكون استأذنته أحبّ إليّ من معروج به.» ولم تحج سودة بعدها ولزمت بيتها حتى وفاتها، فكانت تقول: «لا أحج بعدها أبدًا»، وتقول: «حججت واعتمرت فأنا أقر في بيتي، كما أمرني الله »، وكانت زوجات النبي يحججن إلا سودة بنت زمعة وزينب بنت جحش، قالتا: «لا تحركنا دابة بعد رسول الله ﷺ».

## مناقبها وروايتها للحديث
| «مَا مِنَ النَّاسِ أَحَدٌ أَحَبُّ إِلَيَّ مِنْ أَنْ أَكُونَ فِي مِسْلاخِهِ مِنْ سَوْدَةَ بِنْتِ زَمْعَةَ إِلا أَنَّ بِهَا حِدَّةً.» |
| — عائشة بنت أبي بكر                                                             |

عُرفت سودة بكرمها، فعن ابن سيرين أن عمر بن الخطاب بعث إليها بغرارة دراهم، فقالت: «ما هذه؟ قالوا: دراهم. قالت: في الغرارة مثل التمر؛ يا جارية: بلغيني القنع»، ففرقتها كلها على الفقراء. وكانت تُضحك النبي أحيانًا، فرُوى أنها قالت له: «صليت خلفك الليلة، فركعت بي حتى أمسكت بأنفي مخافة أن يقطر الدم، فضحك».
روت سودة خمسة أحاديث منها في الصحيحين حديث واحد في صحيح البخاري، وروى عنها عبد الله بن عباس ويحيى بن عبد الله بن عبد الرحمن بن أسعد بن زرارة الأنصاري وعروة بن الزبير، وخرَّج لها أبو داود والنسائي والدارمي في سننه، وأخرج لها أحمد بن حنبل في مسنده ثلاثة أحاديث. فروى لها ابن الزبير أنها قالت: «جاء رجل إلى رسول الله صلى الله عليه وسلم فقال: إن أبي شيخ كبير لا يستطيع أن يحج قال: "أرأيت لو كان على أبيك دين فقضيته عنه قبل منك" قال: نعم، قال: فالله أرحم حج عن أبيك».

## وفاتها
توفيت بالمدينة المنورة في شوال سنة أربعة وخمسون في خلافة معاوية ورجَّحه الواقدي، وقيل بل كانت أول أمهات المؤمنين وفاةً وتوفيت في أواخر خلافة عمر بن الخطاب، والأصح أن زينب بنت جحش هي أول أمهات المؤمنين وفاةً سنة 20 هـ، وإنما خلط بينهما بعض المُترجمين، ولما توفيت سودة سجد ابن عباس فقيل له في ذلك؟ فقال: «قال رسول الله: إذا رأيتم آية فاسجدوا»، ويقصد بأن وفاة أزواج النبي آية أي أنه أمر عظيم.

## هوامش
- 1 زوجات النبي محمد يُطلق عليهن أمهات المؤمنين، كما سماهم القرآن في الآية 6 من سورة الأحزاب: ﴿النَّبِيُّ أَوْلَى بِالْمُؤْمِنِينَ مِنْ أَنْفُسِهِمْ وَأَزْوَاجُهُ أُمَّهَاتُهُمْ وَأُولُو الْأَرْحَامِ بَعْضُهُمْ أَوْلَى بِبَعْضٍ فِي كِتَابِ اللَّهِ مِنَ الْمُؤْمِنِينَ وَالْمُهَاجِرِينَ إِلَّا أَنْ تَفْعَلُوا إِلَى أَوْلِيَائِكُمْ مَعْرُوفًا كَانَ ذَلِكَ فِي الْكِتَابِ مَسْطُورًا ۝٦﴾ [الأحزاب:6]، ولهن فضل خاص في الإسلام.[39][40]

## وصلات خارجية
- فضل سودة بنت زمعة، موقع الدرر السنية.
- سودة بنت زمعة، شبكة الألوكة.
- نبذة عن سودة بنت زمعة، مقالات إسلام ويب.
- أمهات المؤمنين- السيدة سودة : سيرة السيدة سودة بنت زمعة، محمد راتب النابلسي.

### كتب
- أمهات المؤمنين، لأحمد حسين شرف الدين، دار الصحوة.
- أمهات المؤمنين وبنات الرسول، لوداد سكاكيني، دار الفكر، 1969م.
- نساء فاضلات، لعبد البديع صقر، دار الاعتصام.
- السمط الثمين في مناقب أمهات المؤمنين، لمحب الدين الطبري.